# Javier Marías
Javier Marías Franco (ur. 20 września 1951 w Madrycie, zm. 11 września 2022 tamże) – hiszpański pisarz.
Jego ojciec Julián Marías Aguilera był filozofem katolickim, represjonowanym za czasów dyktatury generała Francisco Franco. Swoją pierwszą powieść napisał w wieku 14 lat. Po ukończeniu studiów na Uniwersytecie Complutense w Madrycie, zajął się tłumaczeniem dzieł anglojęzycznych pisarzy na hiszpański (m.in. Johna Updike’a, Thomasa Hardy’ego, Josepha Conrada, Vladimira Nabokova i Roberta Louisa Stevensona). W 1979 otrzymał hiszpańską nagrodę narodową za tłumaczenie powieści Laurence’a Sterna Tristram Shandy. W latach 1983–1985 był wykładowcą literatury hiszpańskiej i lektorem języka hiszpańskiego na Uniwersytecie Oksfordzkim. 
Jego powieść Serce tak białe odniosła wielki sukces komercyjny i przyniosła mu uznanie krytyków. W 1997 otrzymał International IMPAC Dublin Literary Award. Publikował w tygodniku El Pais. Niemiecki krytyk literatury Marcel Reich-Ranicki uważał go za jednego z najwybitniejszych pisarzy współczesnych na świecie.

## Wybrana twórczość
- Los dominios del lobo (1971)
- Travesía del horizonte (1972)
- El monarca del tiempo (1978)
- El siglo (1982)
- Mężczyzna sentymentalny, pol. wyd. Prószyński i S-ka 2001, tł. Ewa Zaleska (El hombre sentimental) (1986)
- Wszystkie dusze, pol. wyd. Rebis 2001, tł. Wojciech Charchalis (Todas las almas) (1989)
- Mientras ellas duermen (1990)
- Serce tak białe, pol. wyd. Muza 2000, Sonia Draga 2012, tł. Carlos Marrodán Casas (Corazón tan blanco) (1992)
- Pisane życia, pol. wyd. Sonia Draga 2015, tł. Wojciech Charchalis, (Vidas escritas) (1992)
- Jutro, w czas bitwy, o mnie myśl, pol. wyd. Muza 2003, Sonia Draga 2015, tł. Carlos Marrodán Casas (Mañana en la batalla piensa en mí) (1994)
- Cuando fui mortal (1996)
- Czarne plecy czasu, pol. wyd. Sonia and Draga 2014, tł. Tomasz Pindel (Negra espalda del tiempo) (1998)
- Mala índole (1998)
- trylogia Twoja twarz jutro (Tu rostro mañana):
  - Twoja twarz jutro. Gorączka i włócznia, pol. wyd. Sonia Draga 2010, tł. Ewa Zaleska (Tu rostro mañana 1. Fiebre y lanza) (2002)
  - Twoja twarz jutro. Taniec i sen, pol. wyd. Sonia Draga 2011, tł. Ewa Zaleska (Tu rostro mañana 2. Baile y sueño) (2004)
  - Twoja twarz jutro. Trucizna, cień i pożegnanie, pol. wyd. Sonia Draga 2013, tł. Ewa Zaleska (Tu rostro mañana 3. Veneno y sombra y adiós) (2007)
- Zakochania, pol. wyd. Sonia Draga 2013, tł. Carlos Marrodán Casas, Wojciech Charchalis (Los enamoramientos) (2011)
- Ven a buscarme (2011)
- Mala índole. Cuentos aceptados y aceptables (2012)
- Tak się złe zaczyna, pol. wyd. Sonia Draga 2016, tł. Tomasz Pindel (Así empieza lo malo) (2014)
- Berta Isla, pol. wyd. Sonia Draga 2018, tł. Tomasz Pindel (Berta Isla) (2017)
- Tomás Nevinson, pol. wyd. Sonia Draga 2022, tł. Tomasz Pindel (Tomás Nevinson) (2021)